# Sarcocephalus latifolius
Sarcocephalus latifolius là một loài thực vật có hoa trong họ Thiến thảo. Loài này được (Sm.) E.A.Bruce miêu tả khoa học đầu tiên năm 1947.